# Tutto regolare
Tutto regolare è il secondo singolo composto ed eseguito dal gruppo musicale Dari.
Racconta della ricerca di regolarità e di stabilità nella vita delle persone. Il gruppo spiega che una vita tutta regolare può risultare monotona.

## Tracce
1. Tutto regolare – 3:22

## Formazione
- Fabio Cuffari "Fab" – basso, voce
- Dario Pirovano "Dari" – chitarra, voce
- Andrea Cadioli "Cadio" – tastiera
- Daniel Fasano "Fasa" – batteria